# Toshima (Kagoshima)
Toshima (十島村?) è un villaggio giapponese della prefettura di Kagoshima.